# سیست‌آدنوم سروزی لوزالمعده

بروز نسبی نئوپلاسم‌های گوناگون لوزالمعده.

سیست‌آدنوم سروزی لوزالمعده (انگلیسی: Pancreatic serous cystadenoma) نوعی نئوپلاسم خوش‌خیم لوزالمعده است. این تومور در اغلب موارد منفرد (تکی) است و در بدنه یا دُم لوزالمعده ایجاد می‌شود و گاهی مرتبط با سندرم فون هیپل-لیندو است.
برخلاف برخی دیگر از تومورهای کیست‌ساز لوزالمعده (مانند نئوپلاسم پاپیلاری موسینی داخل مجاری و سیست‌آدنوم موسینی پانکراس)، سیست‌آدنوم سروزی لوزالمعده تقریباً همیشه کاملاً خوش‌خیم هستند. در موارد بسیار استثنایی چند گزارش موردی نادر درباره سیست‌آدنوم سروزی منفرد و بدخیم منتشر شده است. علاوه بر این، نئوپلاسم‌های کیستی سروزی رشد آهسته‌ای دارند و اگر به اندازه کافی بزرگ شوند ممکن است به اندام‌های مجاور فشار وارد کرده و علائمی ایجاد کنند. در نتیجه در غالب موارد، این تومورها فاقد علامتند و تنها تومورهای خیلی بزرگ بر حسب اندازه‌شان ممکن است علامتی ایجاد کنند. درمان این تومورها با جراحی است و پس از برداشتن‌شان حتی پیگیری هم لازم ندارند.